# Michaela Štoudková
Michaela Štoudková (* 11. listopadu 1985 Chomutov) je česká moderátorka, modelka a II. česká vicemiss 2005.

## Život
Pochází z Chomutova.

### Vzdělání
- 1992–2001: 13. Základní školy Březenecká v Chomutově
- 2001–2005: Gymnázium Kadaň
- 2007–2010: Univerzita Jana Amose Komenského Praha, bakalářský obor Sociální a masové komunikace – získala titul Bc.
- 2010–2012: Univerzita Jana Amose Komenského Praha, magisterský obor Sociální a masové komunikace – získala titul Mgr.

### Kariéra
V roce 2005 se přihlásila do soutěže krásy Česká Miss a umístila se jako II. česká vicemiss. Od té doby se věnuje modelingu a provází jí samé skandály.
V roce 2012 moderovala spolu s Nikol Moravcovou pořad StyLife! na TV Pětka. Dalšími členky týmu tohoto pořadu byly reportérka na akcích Linda Bartošová, módní policistka Alenka Šafratová a režisérka Barbora Petrová.